# 今天情人節
今天情人節 台北小巨蛋珍寶全記録（ピン音：jīn tiān qíng rén jiē tái běi xiǎo jù dàn zhēn bǎo quán jì lǜ、ジンティェンチンレンジェ タイベイシァォジュダンヂェンバオチュェンジーリュ）は、台湾で2008年8月28日にロックレコードから発売された梁静茹（フィッシュ・リョン）のアルバム。通算13作目、ライブアルバムとしては3作目である。

## 解説
2008年6月7日に台湾の台北小巨蛋（台北アリーナ）で行われたコンサート『今天情人節』のライブ音源から7曲、2006年に行われた李宗盛（ジョナサン・リー）のコンサート『理性與感性』のライブ音源から2曲、そしてスタジオ録音された新曲が5曲、計14曲が収録されたCDアルバムである。CD1枚だけの仕様の他に、コンサートの模様を収めたDVDが2枚とCDとの3枚組仕様の初戀限套裝、限定2998セットのSignature旗艦版が発売された。いずれの仕様も日本版は発売されていない。

## Signature旗艦版
2998セット限定で製作、発売された豪華版である。蓋の側面には限定版であることを示すシリアルナンバーが入っており、CD1枚とDVD2枚の他にネックレス、鍵、携帯クリーナー、そしてコンサートの模様を撮影した写真集（表紙には梁静茹の直筆サイン入り）がセットになっている。当初は1999セット作られる予定だった。

## CD収録曲
1. 今天情人節（スタジオ音源）
作詞:姚若龍、作曲:關大洲、編曲:黄韻仁
2. 如果能在一起（スタジオ音源）
作詞:黄婷、作曲:黄荻鈞、編曲:伍冠諺
3. 我們就到這（スタジオ音源）
作詞:方文山、作曲:陳忠義、編曲:Mac Chew
4. 我決定（スタジオ音源）[1]
作詞:林志年+黄婷、作曲:鴉片丹、編曲:伍冠諺
5. 昨日情書 組曲
  1. 無言花
作詞:陳黎鍾、作曲:陳小霞
  2. 紅豆
作詞:林夕、作曲:柳重言
  3. 記得
作詞:易家揚、作曲:林俊傑
  4. 情書
作詞:姚若龍、作曲:戚小戀
6. 崇拜
作詞:陳沒、作曲:彭學斌
7. 會呼吸的痛
作詞:姚若龍、作曲:宇珩[2]
8. 知足
作詞:五月天阿信、作曲:五月天阿信
9. 愛很簡單
作詞:娃娃、作曲:陶喆
10. 誘惑的街（コンサート『理性與感性』より）
作詞:李宗盛、作曲:李宗盛+周國儀
11. 夢醒時分（コンサート『理性與感性』より）
作詞:李宗盛、作曲:李宗盛
12. C'est La Vie
作詞:黄婷、作曲:易桀齊+伍冠諺
13. Let's Fall in Love
作詞:姚謙、作曲:張佳添
14. 滿滿的都是愛（スタジオ音源）
作詞:陳沒、作曲:黄荻鈞、編曲:朱敬然

## DVD収録曲

### DVD 1
1. 崇拜
2. 我喜歡+一對一+痩痩的+101
3. 彩虹
4. 無條件為你
5. 會呼吸的痛
6. 為我好
7. 絲路
8. 親親
9. 小手拉大手
10. 暖暖
11. 最想環遊的世界
12. Fly Away
13. 愛你不是兩三天
14. C'est La Vie
15. 一夜長大
16. 昨日情書 組曲（無言花+紅豆+記得+情書）
17. 知足
18. 可惜不是你

### DVD 2
1. 幸福的預感（VS 蔡健雅TANYA）
2. 一秒的天堂
3. 燕尾蝶
4. 如果有一天
5. 分手快樂
6. 愛很簡單
7. 勇氣
8. 寧夏
9. Let's Fall in Love
10. If
11. 我還記得
12. 三吋日光